# Romantische Anthropologie
Die Romantische Anthropologie ist eine Richtung der Anthropologie, die um 1800 von Vertretern der Romantik und Weimarer Klassik entwickelt wurde. Sie hat vor allem in der Pädagogik eine Rolle gespielt.

## Kindheitsmythos
Die Romantische Anthropologie geht in ihrer Betrachtung vom Kind aus und fragt, was den Menschen schon vor aller Erziehung auszeichnet. Es wird davon ausgegangen, dass „im Kinde“ bereits alle Keime künftiger Entwicklung des Individuums vorhanden sind.  Diese Position wird auch als Apriorismus bezeichnet.  Der Erwachsene soll sich dieser Theorie zufolge am Kind ein Vorbild nehmen, da das Kind noch nicht durch Erziehung verdorben ist.
Man findet den Kindheitsmythos z. B. in Goethes „Werther“, bei Schiller, Hölderlin, Schleiermacher, Schlegel, Novalis, Jean Paul und Friedrich Fröbel.

## Abgrenzung zur Aufklärung
Die Romantische Anthropologie ist ein Gegenentwurf zur Aufklärung, die die Kindheit als Durchgangsstadium zum Erwachsenenalter und die Erziehung als Charakteristikum des Menschseins sah.

## Naturphilosophie
Der Kindheitsmythos hat in der Romantischen Anthropologie seine gesellschaftliche Entsprechung. Insbesondere Schelling hat die Position von einem ursprünglichen Naturzustand ausgearbeitet, in dem der Mensch noch vollkommen war und dessen Wiedererreichen ersehnt wird.

## Nachwirkungen
Man findet bezüglich der Kindheit eine der Romantischen Anthropologie ähnliche Position z. B. bei Maria Montessori und in vielen anderen Reformpädagogiken.
Da die Romantische Anthropologie, die ihre Blütezeit etwa zwischen 1810 und 1840 hatte, für eine biologische Interpretation offen ist, wurde im Kontext von Eugenik und Rassenhygiene an diese Position angeknüpft.
1998 wurde am Institut für neuere deutsche und europäische Literatur der FernUniversität Hagen im Rahmen eines Projekts der Deutschen Forschungsgemeinschaft ein Forschungsarchiv zur Romantischen Anthropologie aufgebaut.